# زابینه ایفرتس
زابینه ایفرتس (آلمانی: Sabine Everts؛ زادهٔ ۴ مارس ۱۹۶۱) ورزشکار هفت‌گانه اهل آلمان بود.
وی همچنین برندهٔ جوایزی همچون برگ بوی نقره‌ای شده‌است.
وی در مسابقات کشوری و بین‌المللی در مجموع برندهٔ ۱ مدال طلا، ۳ مدال برنز شده‌است.